# Біблія Леополіти
Біблія Леополіти (Краківська, Шарффенберга) (пол. Biblia Leopolity) - перший друкований переклад 1561 Бііблії на польську мову. Переклад виконано на замовлення краківського
друкаря Марка Шарффенберга і його сина Станіслава.

## Історія
Це був другий католицький переклад Біблії на польську мову після рукописної Біблії королеви Софії Гольшанської 1453-1455. Видання присвятили королю Сигізмунду II Августу. Переклад з Вульґати виконав професор теології Яґеллонського університету Ян Ніч молодший з Львова. Біблія була перевидана 1575. Переклад у пізніші часи вважали недосконалим через часте вживання старосвітських слів, висловів, діалектизмів, значний вплив чеських джерел.Наступне католицьке видання Біблії польською мовою з'явилося 1599 р., це Біблія Вуєка. Завдяки проєктові 1989 Biblia Slavica вийшло репринтне видання Біблії Леополіти.     
До видання Біблії Шарффенберги надрукували 1556 Новий Заповіт, що містив повчання, пророцтва Старого Заповіту. Його перевидавали у 1564, 1566, 1568 роках.
Крім того 1563 для кальвіністів надрукували Біблію Берестейську на замовлення Миколи Радзивілла Чорного, чий син католик Микола Радзивілл Сирітка викупив значну частину накладу і наказав публічно спалити. Несвізька Біблія 1574 була надрукована для аріан. Біблії були перевидані завдяки проєктові Biblia Slavica.